# Gibson EB-3
Der Gibson EB-3 ist ein von 1961 bis 1979 hergestelltes E-Bass-Modell des US-amerikanischen Musikinstrumentenherstellers Gibson Guitar Corporation. Der E-Bass erinnert wegen seiner Korpusform an das Gibson-E-Gitarren-Modell Gibson SG und wird daher auch SG-Bass genannt.

## Geschichte
Der Vorgänger des Gibson EB-3 war das Modell EB-0, das von 1959 bis 1979 gebaut wurde. Dieses Modell hatte als elektromagnetischen Tonabnehmer einen einzelnen, doppelspuligen Humbucker in Halsposition. Dieser Tonabnehmer wird aufgrund seines sehr dumpfen und basslastigen Tones, der durch die Varitone-Höhenblende zusätzlich gedämpft werden kann, von Musikern scherzhaft „Mudbucker“ genannt (deutsch, sinngemäß: „Matscher“); Kritiker bemängeln die eingeschränkten Klangmöglichkeiten des Modells. Beim Nachfolgemodell EB-3 kam ein zweiter Tonabnehmer im Format Mini-Humbucker in Stegposition hinzu, der für etwas höhenreichere und damit für im Ensemblespiel durchsetzungsfähigere Klänge sorgte.

## Modifikationen
Von 1969 bis 1971 wurde der EB-3 mit einer von zwei Fenstern durchbrochenen Kopfplatte gebaut, ähnlich der Kopfplatte einer Konzertgitarre („Fenster-Kopfplatte“, englisch Slotted headstock). Im Jahr 1971 kam eine Variante des Modells mit langer, 34 Zoll messender Mensur (englisch Longscale) unter dem Namen EB-3L heraus, die jedoch zu starker Kopflastigkeit neigte. Im selben Jahr wurde der zuvor aus Amerikanischem Mahagoni hergestellte Hals des Modells durch einen aus dem härteren Ahornholz gefertigten ersetzt, und die Tonabnehmer wurden näher aneinander gerückt, um einen insgesamt helleren, höhenreicheren Ton zu erzielen.
Heute wird von Gibson eine Weiterentwicklung des EB-3 unter dem Namen SG Standard Bass beziehungsweise zuvor als SG Reissue angeboten. Die Gibson-Tochterfirma Epiphone vertreibt einen Nachbau des EB-3.

## Bekannte EB-3-Spieler

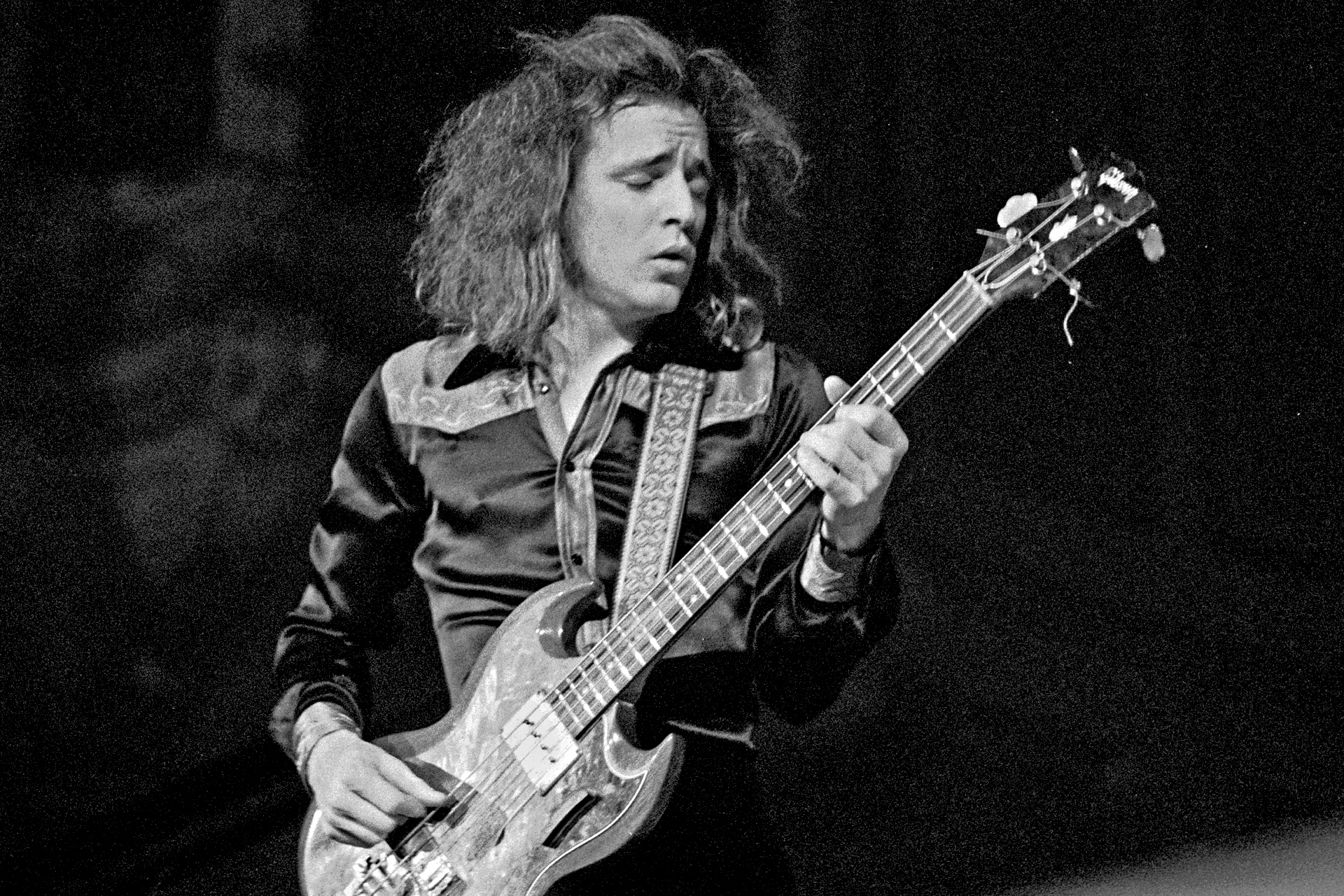
Jack Bruce (Cream) mit Gibson EB-3

Größere Bekanntheit erlangte der Gibson EB-3 durch den englischen Rockmusik-Bassisten Jack Bruce, der das Modell auf allen Alben der Rockband Cream verwendete – mit Ausnahme des ersten Albums der Band, auf dem stattdessen das sechssaitige E-Bass-Modell Fender VI eingesetzt wurde. Bruce spielte den Gibson-Bass vorwiegend in hoher Lautstärke über Verstärkeranlagen des britischen Herstellers Marshall. So erreichte er einen verzerrten Klang, der ihn zu solistischem, gitarrenähnlichen Spiel inspirierte. Dieser Ton verband sich harmonisch mit dem Klang seines Gitarristen-Kollegen Eric Clapton. Neben Jack Bruce spielten unter anderem Andy Fraser (Free), Trevor Bolder (bei David Bowie) und Glenn Cornick (Jethro Tull Bourrée) dieses Modell; Mike Watt nutzt den EB-3 seit einigen Jahren live als Hauptinstrument. Die Variante mit nur einem Tonabnehmer, der EB-0, wurde unter anderem von David Knights (Procol Harum) und Felix Pappalardi (Mountain) eingesetzt.